# MathJax
MathJax ist eine browserübergreifende, auf JavaScript basierende Bibliothek, die mathematische Formeln und Gleichungen, die in LaTeX und MathML Markup geschrieben wurden, in Webbrowsern grafisch darstellt. Sie wird als freie Software unter Apache-Lizenz veröffentlicht. Das Projekt wurde im Jahr 2009 als Nachfolger der früheren JavaScript-Bibliothek jsMath von der American Mathematical Society, der Society for Industrial and Applied Mathematics und Design Science gegründet und durch Sponsoren wie der American Physical Society, dem Institute of Electrical and Electronics Engineers, Stack Exchange und Elsevier unterstützt.
MathJax wird unter anderem von Websites wie arXiv, ScienceDirect, GitHub, Scholarpedia und dem All-Russian-Mathematical-Portal verwendet. Wikipedia verwendet MathJax derzeit nur serverseitig.

## Funktion
MathJax erfordert keine Installation eigener Software oder zusätzlicher Schriftarten auf dem System des Benutzers. Dies ermöglicht es MathJax, in jedem Browser mit JavaScript-Unterstützung zu laufen, einschließlich mobiler Endgeräte.
Die Anzeige von mathematischen Inhalten wird durch eine Kombination von HTML und CSS oder durch Verwendung eines Browsers mit nativer MathML-Unterstützung ermöglicht, wenn diese verfügbar ist. Ab Version 2.0 wird auch die Ausgabe als SVG unterstützt.
Die von der JavaScript-Bibliothek angewendete Anzeigemethode hängt von den jeweiligen Fähigkeiten des vom Benutzer verwendeten Browsers und den Schriftarten des genutzten Systems sowie den genutzten Konfigurationseinstellungen ab.
Im Fall von HTML- und CSS-Sätzen maximiert MathJax die Display-Qualität mit mathematischen Schriften (falls verfügbar) und durch den Rückgriff auf Bilder für ältere Browser.
Bei neueren Browsern, die Webschriften unterstützen, bietet MathJax einen umfassenden Satz von Webfonts, die per Download angeboten werden.

## Browser-Kompatibilität
MathJax läuft auf den meisten gängigen Browsern, einschließlich Internet Explorer 6, Mozilla Firefox 3, Google Chrome 0.3, Apple Safari 2.0, Opera 9.5, iPhone / iPad Safari und Android-Browser, sowie späteren Versionen der genannten Browser. Einige ältere Browser werden jedoch nicht mehr unterstützt.

## Integration
Die JavaScript-Bibliothek kann leicht den meisten beliebten Webplattformen hinzugefügt werden, einschließlich MediaWiki, Drupal, WordPress und Joomla. Sie erlaubt einen einfachen Einbau in beliebige HTML-Seiten, indem sie nach der in einer Codezeile möglichen Einbindung sämtlichen von bestimmten Trennzeichen (wie etwa \( und \)) eingeschlossenen Text als Formelbeschreibung interpretiert.

## Editor-Kompatibilität
Jede MathJax-Gleichung, die in einem unterstützenden Browser angezeigt wird, kann im MathML- oder LaTeX-Format kopiert werden. In Editoren, die dieses Format unterstützen (wie z. B. Mathematica, MathType, MathMagic, FireMath), kann das Kopierte weiterverwendet werden.